# Філіпчук Георгій Георгійович
Ге́оргій Гео́ргійович Філіпч́ук — доктор педагогічних наук, професор, дійсний член Національної академії педагогічних наук України. Почесний доктор Інституту педагогічної освіти і освіти дорослих імені Івана Зязюна НАПН України, почесний доктор Чернівецького Національного університету імені Юрія Федьковича, почесний доктор Харківського національного педагогічного університету імені Г. С. Сковороди.. Академік Міжнародної слов'янської академії імені Яна Амоса Коменського.
Громадський і політичний діяч. Член Центрального правління, перший заступник голови Всеукраїнського товариства «Просвіта» імені Тараса Шевченка; голова секретаріату Конгресу української інтелігенції. Співголова  ГО «Всеукраїнський форум „Українська альтернатива“».
Народний депутат Верховної Ради України II, III та VI скликань.

## Життєпис
Народився 19 грудня 1950 року в селі Киселів на Буковині. Закінчив історичний факультет Чернівецького університету імені Юрія Федьковича, працював учителем історії в середніх школах містах Заставна і Чернівці, методистом обласного інституту вдосконалення вчителів. Пройшов шлях від інспектора до начальника Чернівецького обласного управління освіти, очолював Чернівецьку обласну державну адміністрацію (1996—1998). Працював провідним науковим співробітником Науково-дослідного інституту українознавства МОН України та Інституту педагогічної освіти і освіти дорослих Національної академії педагогічних наук України, викладачем Чернівецького Національного університету імені Юрія Федьковича, генеральним директором ДП «Український науково-дослідний і навчальний центр проблем стандартизації, сертифікації та якості» (2005—2006). Очолював Міністерство охорони навколишнього природного середовища України (2007—2010). Обирався  головою Комісії з питань екологічної політики та головою Комітету з освіти і науки, членом Президії Верховної Ради України.
Відмінник народної освіти України (1981). Відмінник народної освіти СРСР (1983). Володіє німецькою мовою. Учасник (факелоносець) естафети Олімпійського вогню ХХІІ Олімпіади, капітан футбольної команди ВР України (1994—2000).
Автор понад 650 наукових праць з питань розвитку національної освіти, громадянського суспільства, етнокультурної та екологічної політики, націо-державотворення, зокрема монографій та наукових збірників: «Розвиток освіти у багатонаціональних регіонах» (1996), «Українська етнокультура у змісті національної, загальної та педагогічної освіти» (1996), «Екологія і політика»  (в 2 томах, 1998, співав.), «Громадянське суспільство: освіта, етнокультура, етнополітика» (2002), «Екологічна політика, національні і глобальні реалії» (в 4 томах, 2002—2004, співав.), «Словник термінів з питань екології, безпеки життя і діяльності» (2003), «Мистецтво у розвитку особистості» (2006), «Сталий розвиток та екологізація суспільства» (2009), «Філософія екологічної освіти сталого розвитку» (2012), «Учитель мистецьких дисциплін у дискурсі педагогічної майстерності» (2013, співав.), «Національна освіта: особистість і суспільство» (2013), «Націєтворчість освіти» (2014), «Національна  ідентичність: культурно-освітній вимір» (2016), «Освітній україноцентризм Георгія Філіпчука» (2016), «Духа не вгашайте» (у 7-и  частинах — 2014, 2015, 2016, 2017, 2018 роки, зокрема: «Сковорода: зрощення Душі» (2017), « Світіння Культурою» (2017), «Педагогіка» особистої і національної Гідності" (2018), «Що ми?.. Чиї сини» (2018) та ін.). «Українськість: витоки, виклики, відповіді» (2018), Напередодні «24»: світовідчування часу (2022), «…24»: Ідентичність, Державність у вимірі війни (2023)
Батьки: українці з Буковини — Георгій Олександрович, учасник другої світової війни, (1919—1979), мати Анастасія Георгіївна (1928—1965) — робітники Киселівського цегельного заводу. Дружина Наталія Олександрівна (1959) — кандидат педагогічних наук, провідний науковий працівник Інституту педагогічної освіти і освіти  дорослих НАПН України. Син Олександр (1978) і Син Андрій (1984) — випускники Інституту міжнародних відносин Київського національного університету імені Тараса Шевченка. , Усиновлення: Максимчук Павло (1988) — випускник юридичного факультету Чернівецького національного університету ім. Юрія Федьковича.
Захоплення
Книги, мистецтво, подорожі, автомобіль, футбол, зимове купання.
Політичні переслідування
З 2010 року, після зміни влади, почалися кримінальні переслідування екс-міністра Г.Філіпчука у справі компаній «Венко Інт. ЛТД» і «Венко Прикерченська ЛТД». Ці компанії, будучи зареєстровані на Бермудських і Віргінських островах, зуміли отримати (в результаті Угоди з Урядом Януковича) від України ліцензію на розробку нафтогазоносного шельфу Чорного моря на площі 12960 км², включаючи територію українського військово-морського полігону «Чауда». Не маючи достатніх ні фінансових, ні технологічних засобів, ні досвіду роботи, компанії «Венко» на вкрай невигідних для України умовах стали власниками родовищ (прогнозовані запаси — 1,6 трлн м3 газу), вартість яких становила близько 470 млд дол. За отриману ліцензію «Венко» оплатила державі всього 1, 34 млн дол. З огляду на невигідні умови для України, уряд Ю. Тимошенко, на підставі наданих міністром Г.Філіпчуком аналітичних документів, розірвав в травні 2008 року підписані угоди, оскільки були допущені істотні порушення. У квітні 2008 р. Г.Філіпчук анулював лицезію, якою незаконно володіла «Венко Прикерченська ЛТД». Оскільки компанії «Венко» представляли також інтереси української фінансово-політичної олігархії, яка отримала за надзвичайно низькою ціною величезне національне багатство України, то логічно, що надалі відбулось загострення боротьби за володіння нафтогазоносним шельфом. Звинувачення, яке ставилося Міністру, було свого роду помстою олігархічної влади, проти «інтересів» якої в боротьбі за шельф виступив Г.Філіпчук, відстоюючи стратегічні позиції України. За словами Олександра Турчинова, «Влада мститься тим, хто повернув державі шельф Чорного моря» (15 грудня 2010 р. « Українська правда»).   У грудні 2010 року він був затриманий Генеральною прокуратурою (Генпрокурор Пшонка). Своєї провини Г. Філіпчук ніколи не визнавав, вважаючи цей процес відвертою помстою олігархів та політично корумпованої тодішньої влади. Указом Президента у 2013 р. Г. Філіпчук. був помилуваний.
Справа «Венко» є прикладом аморальності фінансово-політичної олігархії та саме тих корумпованих правоохоронних органів, які обслуговували нуворишів, а не інтереси Українського народу відповідно 13 статті Конституції України («Земля, її корисні копалини, водні та інші природні ресурси є власністю Українського народу»). Головне — факт втрати Україною стратегічних запасів вуглеводнів продовжує залишатися відкритою проблемою для національної безпеки і перспективи розвитку держави.
Кар'єра
Вчитель історії Заставнівської середньої школи № 2 Чернівецької області. (1973 1977).
Методист історії та права Чернівецького обласного інституту удосконалення вчителів (1977—1978).
Інспектор шкіл, заступник начальника, начальник Чернівецького обласного управління освіти. (1984—1994).
Вчитель історії шкіл № 7, № 9, № 26 м. Чернівці, доцент, професор кафедри педагогіки Чернівецького національного університету імені Юрія Федьковича (1977—1999)
Голова Чернівецької обласної державної адміністрації. (1996—1998).
Голова Комісії Верховної Ради України з питань екологічної політики, (1994—1998)
Обраний Головою Комітету Верховної Ради України з питань науки та освіти. 1 лютого 2000 р.
Керівник служби Міністра України у зв'язках з ВР України. (2003—2004).
Провідний науковий працівник відділу філософії освіти та освітніх технологій, НДІ українознавства Міністерства освіти і науки України.(2004—2005).
Генеральний директор ДП «Український науково-дослідний і навчальний центр проблем стандартизації, сертифікації та якості» (2005 2006).
Міністр охорони навколишнього природного середовища. (2007—2010).
Депутат Чернівецької облради народних депутатів (1990—1994).
Народний депутат Верховної Ради України ІІ, ІІІ, VI скликань.
Член-кореспондент АПН України (1997).
Академік Національної академії педагогічних наук України (1999).
Член президії АПН України (1997—2002).
Академік Міжнародної слов'янської академії імені Яна Амоса Коменського (2003)
Член Ради з питань мовної політики при Президентові України (1997—1998).
Член Координаційної ради з питань внутрішньої політики при Президентові України (1998).
Голова Всеукраїнського об'єднання «Єдність-2000» (2000).
Член НРУ (1989—2000).
Член президії Центрального проводу НРУ (1995—1999).
Співголова «Народного руху України за єдність» (2000—2002).
Народний депутат України 2-го скликання з 11 травня 1994 до 3 квітня 1997 за Кіцманським виборчім округом № 437 Чернівецької області, висунутий трудовим колективом. Член фракції НРУ. Голова Комісії з питань екологічної політики (з червня 1994). На час виборів: начальник управління освіти Чернівецької облдержадміністрації. 1-й тур: з'явилось 89,0 %, «за» 59,67 %. 12 суперників.
Народний депутат України 3-го скликання з 12 травня 1998 до 14 травня 2002 за виборчим округом № 203 Чернівецької області. З'явилось 76,7 %, «за» 40,6 %, 14 суперників. На час виборів: народний депутат України, голова Чернівецької обласної державної адміністрації, член НРУ. Член фракції НРУ (травень 1998 — лютий 2000, уповноважений представник, заступник голови фракції НРУ з березня 1999 до лютого 2000), позафракційний (лютий 2000 — березень 2001). Член Комітету з питань науки і освіти (з липня 1998, з лютого 2000 — голова Комітету з питань науки і освіти).
Довірена особа кандидата на пост Президента України Віктора Ющенка Харківській області (2004—2005).
Керівник виборчого штабу блоку Юлії Тимошенко у Вінницькій області на дострокових виборах до Верховної Ради України у 2007 році.
Результати волевиявлення вінничан (таблиця):
| Місто\область     | БЮТ  | НУНС | ПР   | КПУ | СПУ |
| Вінниця           | 54,2 | 14,3 | 13,5 | 7,7 | 2,0 |
| Вінницька область | 50,0 | 18,6 | 12,6 | 5,0 | 2,5 |

Народний депутат України 6-го скликання від «Блоку Юлії Тимошенко». На час виборів: провідний науковий працівник Інституту педагогічної освіти та освіти дорослих Академії педагогічних наук України. Член фракції «Блок Юлії Тимошенко» (з листопада 2007).
Склав депутатські повноваження, оскільки 18 грудня 2007 був призначений міністром охорони навколишнього природного середовища України в уряді Юлії Тимошенко. Звільнений з посади 11 березня 2010 року у зв'язку з відставкою Уряду.
Нині — академік НАПН України Георгій Філіпчук займається науковою діяльністю, член спеціалізованої вченої ради. Почесний доктор Інституту педагогічної освіти і освіти дорослих НАПН України, почесний доктор Чернівецького Національного університету імені Юрія Федьковича, почесний доктор Харківського національного педагогічного університету імені Г. С. Сковороди, Громадський діяч.  Член Центрального правління, перший заступник голови Всеукраїнського товариства «Просвіта» імені Тараса Шевченка. Член Президії Української Всесвітньої Ради. Голова Конгресу української інтелігенції..Співголова  ГО "Всеукраїнський форум «Українська альтернатива»,

## Нагороди
- Орден «За заслуги» III ступеня (2000), II ступеня (2008).
- Заслужений діяч науки і техніки України (2009)[4].

Медалі імені  А. Макаренка, К. Ушинського, Г. Сковороди, І.Франка, В.Мономаха. Медаль «Народна шана українським науковцям 1918—2018» (2018). Медаль «Будівничий України» — найвища нагорода Всеукраїнського товариства «Просвіта» імені Тараса Шевченка. Громадська відзнака — срібна медаль «Василь Зеньковський» (2019). Лицарський Хрест Заслуги (1997). Знак Державного комітету фінансового моніторингу України «За високі досягнення в розбудові системи запобігання та протидії легалізації (відмиванню) доходів, одержаних злочинним шляхом» (2008). Орден Святого рівноапостольного князя Володимира III ступеня (УПЦ КП, 1998), орден Святого Миколи Чудотворця (УПЦ КП, 2017). Лауреат премії імені Івана Богуна (2007). Лауреат в номінації «За інноваційний педагогічний менеджмент» (2019). Лауреат Всеукраїнської премії імені Івана Огієнка (2017). Лауреат Народної премії імені Тараса Шевченка (2022). Лауреат премії імені Юрія Федьковича (2024)